# Apsorpcija (farmakokinetika)
U farmakologiji (konkretnije farmakokinetici), apsorpcija je kretanje leka u krvotok.
Absorpcija obuhvata nekoliko faza. Najpre, lek mora da se unese putem jednog od načina primene (oralno, topikalno-dermalno itd.) i u specifičnoj formi doziranja, kao što su tablete, kapsule, rastvor itd.
U drugim situacijama, kao što su intravenska terapija, intramuskularna injekcija i drugi, apsorpcija je jednostavnija, ima manje varijabilnosti, te je bioraspoloživost često skoro 100%. Smatra se da intravaskularna administracija (npr. IV) ne obuhvata apsorpciju, te da nema gubitaka leka. Najbrži put apsorpcije jeste inhalacija, a ne kako se često pogrešno misli intravenska primena.
Apsorpcija je u žiži pažnje razvoja lekova i medicinske hemije, pošto se lek mora apsorbovati pre nego što može da ispolji svoje medicinsko dejstvo. Farmakokinetički profil leka se može lako i znatno promeniti podešavanjem faktora koji utiču na apsorpciju.

## Literatura
- Avdeef, Alex (2003). Absorption and Drug Development. Hoboken, N.J: Wiley-Interscience/J. Wiley.